# Muhammad Madżdi Fauzi Abd al-Latif
Muhammad Madżdi Fauzi Abd al-Latif (Mohamed Magdy Fawzy Abdellatif, arab. محمد مجدى فوزى عطية عبداللطيف; ur. 9 lipca 2002) – egipski zapaśnik walczący w stylu wolnym. Złoty medalista mistrzostw arabskich w 2022. Wicemistrz Afryki kadetów w 2019 roku. 